# Zamora Club de Fútbol
El Zamora Club de Fútbol es un club de fútbol español de la ciudad de Zamora, ubicada en la provincia homónima en la comunidad de Castilla y León. Fue fundado el 23 de octubre de 1968 para sustituir al Atlético Zamora que desapareció en 1964 por problemas económicos. Juega en la Primera Federación.
Los colores que identifican al club son el rojo y el blanco, utilizados en forma de rayas verticales en su uniforme titular desde su fundación. Son los colores que usaron los equipos anteriores de la ciudad. Desde el año 2002 el club juega sus partidos como local en el Estadio Ruta de la Plata, que tiene un aforo de 7813 espectadores.
Cuenta en su palmarés con seis ligas de Tercera División, cinco de ellas logradas en el grupo VIII, grupo en la que participan todas las provincias de Castilla y León desde la temporada 1987-88 en la que se incorporó Soria.

## Historia

### Nacimiento del club
En 1968 y después del vacío dejado por el Atlético Zamora (1944-1964), un grupo de aficionados encabezados por Germán Díez Costa, se reunieron para tratar de crear un equipo representativo de fútbol para la ciudad. Las primeras reuniones se celebraron en el Bar Central en la calle Balborraz, para luego pasar al Bar Capitol en la calle San Andrés. Como fecha de fundación figura el 23 de octubre de 1968, aunque documental y oficialmente el acta número 1 del Club está fechada el 7 de noviembre de 1968 e inscrito el Club en la Federación Oeste en Valladolid.
Tras dilucidar sobre el nombre del nuevo Club, se acuerda llamarlo Zamora C. F., renunciando a la posibilidad de Atlético Zamora, ya que las deudas contraídas por este en su desaparición no habían vencido aún; se sigue conservando el color rojiblanco de la camiseta junto con el pantalón azul y las medias rojas y blancas, aunque en realidad las primeras fueron azulgranas en contra de la opinión de algunos.
La primera directiva del Club está formada oficialmente por 16 personas, a la cabeza de ellas como Presidente D. Germán Díez Costa, aunque figuraban como presidentes de honor, las tres primeras autoridades, alcalde Venancio Hernández Claurmarchirant, presidente de la Diputación, Arturo Almazán Casaseca y el gobernador civil, Manuel Hernández Sánchez.
El primer partido del club se disputó en un abarrotado Estadio Ramiro Ledesma frente a la Agrupación de Veteranos del Real Valladolid, el 10 de noviembre de 1968 y se recaudaron en este primer partido 36 000 pesetas de taquilla. El partido lo ganó por 3-0, la primera alineación fue: Pizarro; Toño, García Temprano, Rodríguez; Milla, Delfín; Dominguín, Luis, Sevillano, Girón y Losco. José y Dominguín (2) fueron los autores de los goles, el entrenador del equipo era Angelín.
El primer partido oficial, lo disputó ante el Cervezas Damm, el 6 de enero de 1969; en esa fecha se cumplían exactamente 25 años del primer partido del desaparecido Atlético Zamora, (que fue el 6 de enero de 1944 en el desaparecido Estadio de Pantoja). Por estas fechas angelín dejó de ser el entrenador del Club y lo sustituyó en el cargo Antonio Díez Costa, (hermano del Presidente) y secundado en su labor por Miguel Cardoso García, que desde entonces comenzó a figurar como integrante de la directiva, en la que permaneció más de veinte años. El debut oficial del Club se produjo con este equipo: Montes; Vecilla, Alejandro, Atilano; Daniel, Fuxá; Dominguín, Montero, Luis, Romero, y Domingo, se venció por 6-0 y el primer gol oficial lo conseguiría Montero.
No existía la competición regional en sí, y a la Tercera División se intentaba acceder mediante fases provinciales e interprovinciales. Jugó ocho partidos de carácter provincial proclamándose campeón. Posteriormente con rivales de otras provincias, disputó diez partidos, siendo también primero. En la temporada inicial del Club 1968-69 ya se jugó con el Palencia a doble partido el ascenso a Tercera División: en el Estadio Ramiro Ledesma se ganó por 3-2, pero en La Balastera los morados ganaron por 2-0 por lo que no se pudo celebrar el ascenso a Tercera.

### Primeros años
Durante la temporada 1969-70 el Zamora disputa tanto el campeonato de España de aficionados como la fase de ascenso a tercera división. La temporada siguiente, 1970-71, con Manuel Tabarez de presidente, el equipo consigue por fin el ansiado ascenso a la Tercera División. Estuvo a punto de subir a Segunda División en la temporada 1981-82 (ascendían los dos primeros clasificados), en la que consiguió la tercera plaza. Paradójicamente, al finalizar esa campaña descendió a Tercera división por problemas económicos. 
No le costó volver a la categoría de bronce (un año), pero en 1986 volvió al Grupo VIII de la Tercera división española merced a una reforma de la Federación Española que provocó que perdieran la categoría 11 equipos por grupo (el Zamora fue 11.º). Diez años costó recuperar la categoría. Tras sufrir varios varapalos en las fases de ascenso, consiguió regresar a la Segunda División B de España en la temporada 1996-97.

### Los play-offs de ascenso
Los últimos años están siendo los mejores de su historia. En 2001, 2003 y 2005 jugó el play off de ascenso a la Segunda división española. En el último se quedó a un único tanto de ascender de categoría ante el C. D. Castellón. En el año 2006 logró llegar hasta los octavos de final de la Copa del Rey (tras eliminar al Villajoyosa C. F., Real Sociedad y S. D. Eibar) donde fue eliminado por el F. C. Barcelona (1-3 y 6-0). 
En 2008 jugó su cuarta fase de ascenso a la división de plata del fútbol español, apurando sus opciones de quedar entre los cuatro primeros hasta la última jornada, en la que consiguió un empate en el estadio de Las Gaunas que le certificó el pase. Pasó la primera eliminatoria frente al C. D. Linares, obteniendo un empate (1-1) en casa y una victoria (1-2) en la villa jienense. Cabe destacar el gran hermanamiento entre los seguidores del Linares y la hinchada rojiblanca. Posteriormente, perdió la segunda eliminatoria contra el Rayo Vallecano, con resultados de 0-1 en casa y 1-1 fuera, quedándose de nuevo a un solo gol del ascenso
El 10 de mayo de 2009, jugó el último partido de liga regular en casa, ante el Deportivo B, al que ganó por 3-0. Hubo lleno en el estadio Ruta de la Plata, ya que la victoria clasificaba al equipo rojiblanco para su quinto playoff. En el sorteo, el Zamora quedó emparejado con el Villareal "B", contra el que perdió por 2 a 0 en los dos partidos de la eliminatoria, quedando eliminado.

### Crisis institucional
Con la marcha de José María Casas, presidente durante 12 años del club, se abrió un proceso de elecciones en las que venció Manuel Tejedor. La mala gestión del presidente electo provocada en su mayor parte por sus rivales en la lucha por la presidencia le obligó a dimitir a los 100 días de coger el cargo y se tuvo que crear una Junta Gestora para salvar al equipo. Durante algunos meses peligró el futuro de la entidad debido a la gran deuda, que llegó hasta los 400 000 euros.
Un grupo de empresarios encabezados por Simón García Taboada se hizo cargo de la situación e intentó reconducir la situación económica. El apoyo político a la Junta Gestora consiguió reducir el déficit en más del 50 %. En lo deportivo, el equipo quedó en manos de Íñigo Liceranzu, que había conseguido salvar al equipo la temporada anterior. En enero se hizo cargo del equipo Roberto Aguirre que condujo a los rojiblancos a una nueva temporada en la categoría de bronce.

### Apuesta por la cantera
La temporada 2011-12 comenzaba con muchas dudas y un nuevo presidente, Maximino Martín Sebastián, que siguió confiando en el asturiano Roberto Aguirre para dirigir el equipo. Debido a la fragilidad económica que atravesaba el club, se hizo un presupuesto muy austero y se completó la corta plantilla de jugadores de la tierra y juveniles para afrontar la temporada con el único objetivo de la salvación, lograda en la última jornada. Durante la temporada 2012-13 la apuesta por la cantera se mantuvo y el equipo logró mantener la categoría después de anotar un gol en el minuto 93 de la última jornada de liga contra el Caudal de Mieres que clasificaba al conjunto rojiblanco para la promoción de permanencia, una promoción en la que habitualmente entran 4 equipos, que son los decimosextos clasificados de cada uno de los cuatro grupos de Segunda B.
En dicha promoción el Zamora derrotó al C. F. Villanovense tras ganar en el estadio Ruta de la Plata por 3-0 y perder por el mismo resultado en tierras extremeñas al final del tiempo reglamentario. En la prórroga el Zamora anotó dos goles y acabó perdiendo por 3-2, pasando de esta forma a la final por la permanencia y descendiendo a Tercera al conjunto extremeño. En la otra eliminatoria esperaba el C. D. Constancia de Inca que había derrotado al Real Zaragoza B en las semifinales de esta promoción. En tierras baleares el resultado fue de 0-1 para el Zamora y en la vuelta bastó un empate a 1 para que el C. D. Constancia perdiera la categoría y el Zamora después de un largo y agónico camino lograra la anhelada permanencia.

### Récord de empates
A lo largo de la temporada 2012-13 el Zamora igualó el récord mundial de 10 empates consecutivos en partidos oficiales que ostentaba el Racing de Avellaneda.

### Nuevo escudo
En la temporada 2014-15 se procedió a una remodelación del escudo del club, manteniendo la estructura del balón, y en él inscritas las armas de la ciudad. Predominan los colores rojo, blanco, verde y negro, finalmente el nombre del club no ha sido reducido a las iniciales ZCF y se sigue leyendo ZAMORA CF

### Descenso a Tercera
Tras varias temporadas en la zona baja de la tabla de Segunda B rozando el descenso, llegó una aciaga temporada 2014-15 en la que perdió la categoría y descendió a Tercera División el 17 de mayo de 2015, en la jornada 38 del campeonato liguero tras perder por 0-1 frente a la Cultural y Deportiva Leonesa en el estadio Ruta de la Plata. Finalizó en el puesto 18.º de la clasificación, acabando la liga con 39 puntos en su casillero.

### Etapa en Tercera
Comenzó la temporada 2015-16 en Tercera División de una forma espectacular, quedando primero de su grupo durante la liga regular. Se llegó al Play off de ascenso a Segunda División B con mucha ilusión pero el Zamora es derrotado por el Atlético Mancha Real y, tras la segunda oportunidad, pierde con la U. D. Mutilvera. Con esto, el Zamora estará otro año en Tercera División.
Llegó a la temporada 2018-19, tras dos temporadas no muy buenas. Además el club tiene una gran deuda y se ve al borde de la desaparición. Afortunadamente el Grupo Vivir se hace cargo de la deuda, invierte en el club y se sitúan al frente de él, convirtiéndose el Zamora en SAD. Se hacen muchos fichajes y un proyecto ilusionante, y con David Movilla como entrenador se consigue el primer puesto del grupo en esa misma temporada 2018-19. Al igual que hace tres años, se mantienen las mismas esperanzas de regresar a Segunda División B. En la primera eliminatoria el Zamora cae derrotado ante el Haro Deportivo, quedándose a un solo gol de ascender. Ya en la segunda oportunidad el Zamora se enfrenta al Fútbol Alcobendas Sport, en la ida en Madrid pierde 2-0, y se llega a la vuelta en el Ruta de la Plata creyendo en la remontada. Pero no pasó del 0-0 y la historia de tres años atrás se repite. Durante esta última eliminatoria acuden al Ruta de la Plata alrededor de 7000 espectadores con ganas de remontada, la cifra más alta del club en esta categoría.
En la temporada 2019-20 los dirigentes inversores del Grupo Vivir aseguraron su continuidad en el club y éste protagonizó un arranque espectacular, el mejor de cualquier liga de Europa en sus cuatro primeros niveles. Tras sumar 52 de los primeros 54 puntos, aventaja en 11 puntos al segundo y en 21 puntos al quinto. Para poner la guinda al pastel, el 17 de diciembre de 2019 eliminó al Real Sporting de Gijón en la primera ronda de la Copa del Rey tras una eliminatoria a partido único en la que vence al equipo asturiano por 2-1 en el Ruta de la Plata.
En el mes de marzo la competición se suspendió por la pandemia de COVID-19. Finalmente la propuesta de la RFEF se aprueba por unanimidad el 6 de mayo y, entre las medidas adoptadas, destacan las de finalización del torneo regular dando por definitivas las clasificaciones actuales; la celebración de la promoción de ascenso en formato exprés y la supresión de descensos. Para la promoción de ascenso exprés cada federación territorial designará una sede neutral en la que los cuatro primeros clasificados jugarán dos semifinales y una final a partido único para determinar el equipo que asciende categoría. 
La promoción de ascenso se jugó en Palencia en el Estadio Nueva Balastera. Las semifinales se disputaron a las 20:00 el 18 y 19 de julio y la final el 25 de julio. Acabó como campeón del grupo VIII por quinta vez (sexta vez en Tercera División). En las semifinales de ascenso se enfrentó al C.D. Numancia "B", 4.º clasificado del grupo al que venció 2-1, logrando clasificarse para la final de la promoción de ascenso en la que se enfrentó a la Gimnástica Segoviana C. F. (2.º clasificado) consiguiendo la victoria 2-1 y logrando volver a la categoría de bronce del fútbol nacional cinco años después.

### Vuelta a Segunda B
La temporada 2020-21 volvió a competir por 25.ª vez en la tercera categoría del fútbol nacional, en la que hubo cinco grupos de 20 equipos para un total de 100. Cada grupo se dividía en dos subgrupos de diez, todos ellos mezclados geográficamente. Cada equipo disputó una primera fase de dieciocho jornadas. Una vez finalizado ese primer tramo, las clasificaciones dividieron a los equipos según la clasificación:
- Los tres primeros de cada subgrupo (30) jugaron una fase de ascenso para adjudicar cuatro plazas para la Segunda División . Los veintiséis que no subieran y los cuatro descendidos desde la liga de plata formarían parte en 2021/22 de la ‘Segunda B Pro’.
- Los conjuntos que queden entre el cuarto y el sexto lugar (30), jugarían una segunda fase para cubrir los diez cupos restantes de esa nueva categoría.
- Por último, los clasificados en los lugares séptimo, octavo, noveno y décimo (40) protagonizarían la fase de permanencia en Segunda B.

Es una temporada importante para el club ya que para la temporada 2021-22 la RFEF creará una categoría intermedia entre Segunda División y Segunda División B. La nueva categoría se denominará "Segunda B Pro" e incluiría así a cuarenta equipos, con el fin de construir una categoría más competitiva.
Finalmente serán 102 equipos después de que no se disputasen dos eliminatorias de ascenso por la pandemia de COVID-19 y se concediese el ascenso a los 4 equipos implicados.
El 14 de septiembre de 2020 la RFEF decidió que cambiará para la temporada 2020-21 la denominación de las divisiones que organiza, pasando a denominarse primera, segunda y tercera división de la RFEF, Segunda División B, ‘Segunda B Pro’ y Tercera División.
El 15 de septiembre de 2020 se dieron a conocer las normas reguladoras y bases de competición tanto para Segunda División B como para Tercera División en el que se explica el funcionamiento de la temporada y las medidas a adoptar en caso de problemas derivados de la COVID-19.

#### Conversión en sociedad anónima deportiva (S. A. D.)
El 14 de septiembre de 2020 se anunció que el proceso de transformación en sociedad anónima deportiva (SAD) había finalizado satisfactoriamente, según lo establecido en la Ley 10/1990, de 15 de octubre, del Deporte, en el Real Decreto 1251/1999, de 16 de julio, sobre Sociedades Anónimas Deportivas, y en las Disposiciones transitorias del Real Decreto 1084/1991, de 5 de julio, de Sociedades Anónimas Deportivas.
Tuvo una gran temporada 2020-21, en la cual el equipo consiguió grandes resultados, entre los cuales una meritoria victoria por 1-0 contra uno de los grandes favoritos de la categoría, y un histórico de la Primera División de España como el Deportivo de la Coruña, el equipo alcanzó la segunda fase tras quedar tercero en la primera. Consiguió el pase a los play off por el ascenso a Segunda División gracias a un gol de Piña en el último minuto en el campo de la Cultural, para caer en Almendralejo ante el Club Deportivo Badajoz por 2-0 en un partido al que el Zamora llegó muy mermado por las bajas. 
En la siguiente temporada, a pesar de la ilusión que se despertó en la ciudad tras los grandes resultados de la anterior, la suerte no sonrió a un Zamora que descendió con varias jornadas de antelación en Las Gaunas, perdiendo por 4-1. Durante el transcurso de esta temporada, hubo un cambio en el banquillo, pasando del técnico vasco David Movilla al gallego Yago Iglesias, pero no sirvió para evitar el descenso.
En la 2022-23, ya en Segunda Federación, el equipo consiguió remontar en las últimas jornadas después de un inicio flojo para colarse en los play off de ascenso, pero fue barrido en el partido de vuelta contra el Deportivo Alavés B y tuvo que permanecer una temporada más en la cuarta categoría del fútbol español

## Denominaciones
Desde su fundación el Zamora se denominó Zamora Club de fútbol, pero en 14 de septiembre de 2020 se anunció que el proceso de transformación en sociedad anónima deportiva (SAD) había finalizado satisfactoriamente según lo establecido en la Ley 10/1990, de 15 de octubre, del Deporte, en el Real Decreto 1251/1999, de 16 de julio, sobre Sociedades Anónimas Deportivas, y en las Disposiciones transitorias del Real Decreto 1084/1991, de 5 de julio, de Sociedades Anónimas Deportivas.
- Zamora Club de Fútbol: (1968-2020) Nombre oficial en su fundación.
- Zamora Club de Fútbol, S.A.D: (2020-Act.) Conversión de la entidad en una Sociedad anónima deportiva (S. A. D.).[14]

## Datos del club
- Dirección oficinas: Ctra. Salamanca s/n, 49028 – Zamora (Estadio Ruta de la Plata)
- Dirección tienda oficial: Calle Pelayo 8, 49014 Zamora
- Presupuesto (temporada 2024-25): 2,2 millones de euros[15]
- Temporadas en 1.ª: 0
- Temporadas en 2.ª: 0
- Temporadas en 1.ª Federación: 2 (incluida la 2024-25)
- Temporadas en 2.ª B: 25
  - Más temporadas consecutivas en 2.ª B: 16 (1999 a 2015)
  - Mejor puesto en 2.ª B: 2.º (temporada 2002-03)
  - Peor puesto en 2.ª B: 18.º (temporada 2014-15)
- Temporadas en la Segunda Federación: 2
- Temporadas en 3.ª: 24
  - Más temporadas consecutivas en 3.ª: 11 (1986 a 1997)
  - Mejor puesto en 3.ª: 1.º (temporadas 1977-78, 1992-93, 1998-99, 1977-78, 2015-16, 2018-19 y 2019-20)
  - Peor puesto en 3.ª: 16.º (temporadas 1975-76)
- Temporadas en Regional: 3
- Temporadas en Copa del Rey: 30 (incluida temporada 2024-25)
  - Mejor clasificación en Copa del Rey: octavos de final contra F. C. Barcelona (temporada 2005-06)
- Puesto actual en la clasificación histórica de 2.ª B División de España: 19
- Puesto actual en la clasificación histórica de 3ª División de España: 186

- Mayores goleadas conseguidas:
  - En casa: 
    - Zamora C. F. 9-0 C.D. La Granja (3.ª División 18-19).
    - Zamora C. F. 6-0 R. Celta B (2.ª B 13-14).
    - Zamora C. F. 6-0 C.D. La Granja (3.ª División 19-20).
    - Zamora C. F. 6-1 U.B. Conquense (2.ª B 03-04).
    - Zamora C. F. 5-0 S.D. Amorebieta (Primera Federación 24-25).

  - Fuera: 
    - Andorra C. F. 2-6 Zamora C. F. (2.ª B 85-86).
    - Real Madrid Castilla 0-4 Zamora C. F. (2.ª B 00-01).
- Mayores derrotas:
  - En casa: 
    - Zamora C. F. 1-4 Real Avilés C. F. (2.ª B 12-13).
    - Zamora C. F. 0-4 Pontevedra C. F. (Segunda Federación 2023-24)

  - Fuera: 
    - S.D. Compostela 7-1 Zamora C. F. (2.ª B 84-85).

### Resumen estadístico
Nota: En negrita competiciones activas.
| Competición                  | Temp. | P.J. | P.G. | P.E. | P.P. | G.F. | G.C. | D.G.  | Puntos | Mejor resultado |
| ---------------------------- | ----- | ---- | ---- | ---- | ---- | ---- | ---- | ----- | ------ | --------------- |
|                              |       |      |      |      |      |      |      |       |        |                 |
| Primera Federación           | 1     | 38   | 9    | 10   | 19   | 30   | 48   | - 18  | 37     | 17º             |
| Segunda división B           | 25    | 934  | 346  | 266  | 322  | 1099 | 1034 | + 65  | 1203   | 2º              |
| Segunda Federación           | 2     | 74   | 35   | 23   | 16   | 86   | 59   | + 27  | 128    | 3º              |
| Tercera división             | 24    | 906  | 468  | 207  | 231  | 1442 | 867  | + 575 | 1242   | Campeón (6)     |
| Campeonato de España de Copa | 29    | 66   | 18   | 12   | 36   | 68   | 127  | - 59  | 56     | 1/8             |
| Total                        | -     | 2018 | 876  | 518  | 624  | 2725 | 2135 | + 590 | 2666   | 6 Títulos       |
|                              |       |      |      |      |      |      |      |       |        |                 |

```
 Actualizado hasta temporada 2023-24 tanto Copa del Rey como liga 2023-24.
A partir de la temporada 1995-96 las victorias valen 3 puntos.
[
17
]
```

| 2.ª B     | PJ  | PUNTOS | PG  | PE  | PP  | GF   | GC   | DF    |
| --------- | --- | ------ | --- | --- | --- | ---- | ---- | ----- |
| Local     | 467 | 747    | 244 | 128 | 95  | 696  | 396  | + 300 |
| Visitante | 468 | 456    | 102 | 138 | 228 | 403  | 640  | - 237 |
| Total     | 935 | 1203   | 346 | 266 | 323 | 1099 | 1036 | + 63  |

```
 Actualizado hasta temporada 2020-21 la liga.
A partir de la temporada 1995-96 las victorias valen 3 puntos.
[
17
]
```

| Copa del Rey | PJ | PUNTOS | PG | PE | PP | GF | GC  | DF   |
| ------------ | -- | ------ | -- | -- | -- | -- | --- | ---- |
| Local        | 35 | 39     | 13 | 9  | 13 | 43 | 47  | - 4  |
| Visitante    | 31 | 17     | 5  | 3  | 23 | 25 | 80  | - 55 |
| Total        | 66 | 56     | 18 | 12 | 36 | 68 | 127 | - 59 |

```
 Actualizado hasta temporada 2023-24 Copa del Rey. 
A partir de la temporada 1995-96 las victorias valen 3 puntos.
[
17
]
```

## Trayectoria histórica
Indicadas las categorías en los siguientes colores:
■ 1.er nivel
■ 2.º nivel
■ 3.er nivel
■ 4.º nivel
■ 5.º nivel
■ 6.º nivel
Notas: (Estructura piramidal de ligas en España)
- Las temporadas 1936-37, 1937-38 y 1938-39 no fueron disputadas debido a la guerra civil española.
- La Segunda División B fue introducida en 1977 como categoría intermedia entre la Segunda División y Tercera División.
- En la temporada 2021-22 se reestructuraron las categorías del fútbol español pasando a denominarse las categorías no profesionales como 1.ª división RFEF que será el equivalente a la 3.ª categoría, 2.ª división RFEF que será el equivalente a la 4.ª categoría y 3.ª división RFEF que será el equivalente a la 5.ª categoría, desapareciendo Segunda División B.

## Uniforme
- Uniforme titular para la temporada 2024-25:[18]

|  |

- Uniformes alternativos para la temporada 2024-25:

| 2.ª equipación | 3.ª equipación |

### Evolución histórica uniforme titular
La camiseta siempre ha sido rojiblanca, pero han cambiado el números de rayas de la camiseta y la intensidad de rojo. El pantalón siempre se ha mantenido de color negro y las medias han sido rojiblancas, blancas con detalles negros y de color negro.
| 1968 | 1975 | 1984 | 1999 | 2008 | 2013 |

| 2017 | 2018 | 2019 | 2020 |

### Evolución histórica uniforme alternativo
Van variando según la temporada, los siguientes son unos ejemplos.
|  |  |  |  |  |  |

### Indumentaria y patrocinador
Después de 10 temporadas vistiendo con la firma deportiva Bemiser, a final de la temporada 2013-14 el club decide no renovar el contrato con la marca española. Es a partir de la temporada 2014-15 cuando se empieza a vestir la marca alemana Puma tras alcanzar un acuerdo por tres temporadas, lo que supuso un mazazo en la ya endeble economía del club. La guinda de la gestión de Segismundo Ferrero.
Las siguientes tablas indican el proveedor desde el 2004 y el patrocinador de la camiseta a partir de la temporada 2000-01:
| Periodo   | Proveedor |
| --------- | --------- |
| 2004-2014 | [ 21 ]    |
| 2014-2017 | [ 22 ]    |
| 2017-2020 | [ 23 ]    |
| 2020-2023 | [ 24 ]    |
| 2023-2024 | BKA       |
| 2024-Act. | [ 26 ]    |

| Periodo   | Patrocinador |
| --------- | ------------ |
| 1998-2010 | [ 27 ]       |
| 2010-2011 | MMT Seguros  |
| 2011-Act. | [ 27 ]       |

## Estadio

### Estadio Ruta de la Plata

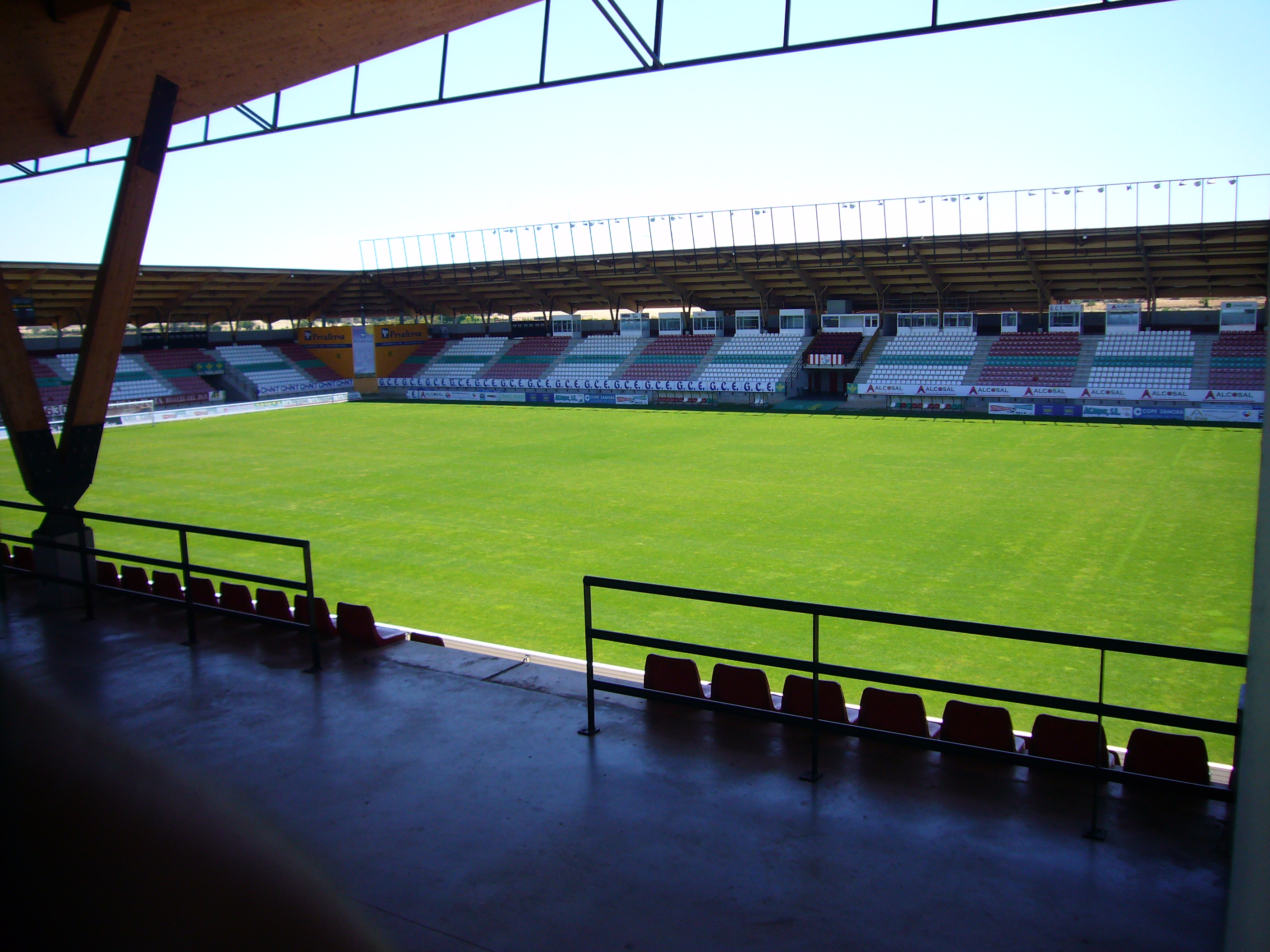
Estadio municipal Ruta de la Plata

El Estadio Ruta de la Plata fue inaugurado 1 de septiembre de 2002, con el partido Zamora C. F. 1-1 C. D. Ourense. Sustituyó al antiguo estadio de La Vaguada. El nuevo estadio, situado en las cercanías del río Duero, tiene capacidad para 7 813 personas más 50 en palcos vip y unas dimensiones de 104x70 metros. 
 Registró su récord de asistencia el 3 de enero de 2006 en el partido que enfrentó al Zamora C. F. con el F. C. Barcelona correspondiente a los octavos de Copa en la temporada 2005-06.
También fue sede, el día 1 de abril de 2003, de un partido de selecciones clasificatorio para el Europeo Sub-21 entre España Sub-21 y Armenia Sub-21 con resultado de 5-0 para España y el 26 de abril de 2020 iba a ser sede de la final de la Copa del Rey de Rugby pero fue suspendida por la pandemia de COVID-19.

### Antiguos Estadios

#### Campo de San Jerónimo
Primer campo de fútbol que existió en Zamora

#### Campo de fútbol de Pantoja
Campo usado de 1934 a 1968

#### Ramiro Ledesma
Campo usado de 1968 a 1987.

#### La Vaguada
Campo usado de 1987 a 2002.

## Organigrama deportivo

### Plantilla y cuerpo técnico 2025-26
- En 1.ª y 2.ª desde la temporada 1995-96 los jugadores con dorsales superiores al 25 son, a todos los efectos, jugadores del filial y como tales, podrán compaginar partidos con el primer y segundo equipo. Como exigen las normas de la LFP, los jugadores de la primera plantilla deberán llevar los dorsales del 1 al 25. Del 26 en adelante serán jugadores del equipo filial.
- Como exigen las normas de la RFEF desde la temporada 2019-20 en 2.ª B y desde la 2020-21 para 3.ª, los jugadores de la primera plantilla deberán llevar los dorsales del 1 al 22, reservándose los números 1 y 13 para los porteros y el 25 para un eventual tercer portero. Los dorsales 23, 24 y del 26 en adelante serán para los futbolistas del filial, y también serán fijos y nominales.[33]
- Un canterano debe permanecer al menos tres años en edad formativa en el club (15-21 años) para ser considerado como tal.[34][35] Un jugador de formación es un jugador extranjero formado en el país de su actual equipo entre los 15 y 21 años (Normativa UEFA).
- Según normativa UEFA, cada club solo puede tener en plantilla un máximo de tres jugadores extracomunitarios que ocupen plaza de extranjero. La lista incluye solo la principal nacionalidad de cada jugador. Algunos de los jugadores no europeos tienen doble nacionalidad de algún país de la UE:

Leyenda
```
* 
Canterano
: 
 
* 
Pasaporte europeo
: 
 
* 
Extracomunitario sin restricción
: 

* Extracomunitario: 
 
* 
Formación
: 

* Cedido al club: 

* Cedido a otro club: 
```

### Altas y bajas 2022-23
| Altas 2022-23      |                |                                |               |       |
| Jugador            | Posición       | Procedencia                    | Tipo          | Costo |
| Aziz Zaim          | Defensa        | C. D. Ciudad Rodrigo C. F.     | Fin de cesión | 0 €   |
| Mohamed Boukili    | Portero        | Real Ávila C. F.               | Fin de cesión | 0 €   |
| Pablo Zotes        | Delantero      | C. D. Guadalajara              | Fin de cesión | 0 €   |
| Dani Munguía       | Defensa        | U. D. Melilla                  | Fin de cesión | 0 €   |
| Martín Mapisa      | Portero        | U. D. Llanera                  | Fin de cesión | 0 €   |
| Raúl Vallejo       | Centrocampista | Atlético Bembibre              | Fin de cesión | 0 €   |
| David Troya        | Portero        | CE Europa                      | Libre         | 0 €   |
| Ibán Ribeiro       | Delantero      | Salamanca C. F.                | Libre         | 0 €   |
| David Ámez         | Defensa        | U. D. Melilla                  | Libre         | 0 €   |
| Juan Silva         | Defensa        | C. D. Palencia Cristo Atlético | Libre         | 0 €   |
| Francisco Panadero | Delantero      | UP Langreo                     | Libre         | 0 €   |
| Nahuel Omiliani    | Defensa        | C. D. Ebro                     | Libre         | 0 €   |
| Álex Altube        | Delantero      | C. D. Ebro                     | Libre         | 0 €   |
| Javi Duro          | Defensa        | Atlético Sanluqueño            | Libre         | 0 €   |
| Julio Iricibar     | Portero        | C. D. Calahorra                | Libre         | 0 €   |
| Marc Caballé       | Centrocampista | Linares Deportivo              | Libre         | 0 €   |

| Bajas 2022-23      |                |                    |               |       |
| Jugador            | Posición       | Destino            | Tipo          | Cobro |
| César Yanis        | Delantero      | Potros del Este    | Fin de cesión | 0 €   |
| Marcos Baselga     | Delantero      | Real Zaragoza      | Fin de cesión | 0 €   |
| Xisco Campos       | Defensa        |                    | Retirado      | 0 €   |
| Jonmi Magunagoitia | Portero        | S. D. Amorebieta   | Libre         | 0 €   |
| Diego Hernández    | Delantero      | sin equipo         | Libre         | 0 €   |
| Adri Herrera       | Delantero      | sin equipo         | Libre         | 0 €   |
| Álvaro Molina      | Defensa        | sin equipo         | Libre         | 0 €   |
| Dani Espejo        | Defensa        | sin equipo         | Libre         | 0 €   |
| Jon Villanueva     | Portero        | C. F. Talavera     | Libre         | 0 €   |
| Carlos Parra       | Defensa        | sin equipo         | Libre         | 0 €   |
| Carlos Cordero     | Defensa        | C. D. Badajoz      | Libre         | 0 €   |
| Jean Marie Dongou  | Delantero      | sin equipo         | Libre         | 0 €   |
| Asiel Mateo        | Defensa        | C. D. Coria        | Libre         | 0 €   |
| Kepa Vieites       | Delantero      | C. D. Teruel       | Libre         | 0 €   |
| Jordan Sánchez     | Defensa        | C. D. Arenteiro    | Libre         | 0 €   |
| Jon Rojo           | Defensa        | Unionistas C. F.   | Libre         | 0 €   |
| Javi Navas         | Delantero      | Xerez Deportivo FC | Libre         | 0 €   |
| Mario Losada       | Delantero      | Unionistas C. F.   | Libre         | 0 €   |
| Jorge Fernández    | Delantero      | Real Avilés C. F.  | Libre         | 0 €   |
| Carlos Ramos       | Centrocampista | Atlético Baleares  | Libre         | 0 €   |

## Futbolistas
Destacan en la nómina de futbolistas que han pasado por la entidad los nombres de varios jugadores que lograron varios éxitos a nivel nacional e internacional siendo seleccionados por su país o llegando a jugar en Primera División.
| - Aarón Dian Darias Scheithe - Agustín Villar Hernando - Kabiru Akinsola - José Alcaide Muñoz - Matías Damián Alonso Vallejo - Gonzalo Luis Belloso - Tiago Ongarato Belmonte - Germán Beltrán Juárez - Iván Candela - Daniel Cifuentes Alfaro - David Ferreiro - Javi Pinillos - José Iglesias Fernández - Daniel Giménez Hernández - Jonay Miguel Hernández Santos - Jeffrey Hoogervorst | - Jaime Jiménez Merlo - José Manuel Lafuente Garrido "Senel" - Jorge David López Fernández - José Antonio Malagón Rubio - Marcos Rodríguez Fernández - Rubén Martínez Caballero - Mario Martínez Rubio - Jonathan Mejía Ruiz - Omar Sampedro Bernardo - Joaquín Álvarez Álvarez - Jorge Eugenio Rodríguez Álvarez - Francisco Javier Yubero - Iván Zarandona Esono - Atilano Vecino Escuadra - Juan Pablo Úbeda Pesce - Aiert Derteano Elorriaga |

## Entrenadores
Entre los entrenadores más destacados a lo largo de la historia del club, se puede distinguir a Miguel Ángel Álvarez Tomé, Balta Sánchez, Beto Bianchi, Roberto Aguirre, José Ramón Corchado Santiago, Fabri González, Ricardo Pozo y Julio Raúl González Pérez.
Casi todos ellos consiguieron hacer grandes gestas, como Tomé que estuvo 4 temporadas y media al frente del Zamora C. F., logrando la clasificación para el Play-Off de ascenso a Segunda División en 3 ocasiones. 
Fabri no acabó de cuajar pero sin duda es el técnico de más renombre y prestigio que pasó por la entidad, ya que llegó a entrenar en Primera División. 

Otro técnico con éxitos fue Julio Raúl González quien consiguió enfrentarse al F. C. Barcelona en Copa del Rey, temporada que comenzaría Balta sin pena ni gloria.
La mejor posición de la historia del Zamora en Segunda División B, se logró en 2003 con Corchado en el banco. Posteriormente, en la temporada 2004-05 el Zamora logró un cuarto y meritorio lugar en la tabla de la mano de Balta. 
En la historia reciente del club, solo se puede destacar la labor como técnico de Roberto Aguirre, destituido como entrenador del equipo zamorano el 27 de abril de 2015, a falta de 3 jornadas para terminar el campeonato liguero y con el equipo en descenso. Encadenó 4 temporadas y media, haciendo una buena labor tras lograr la salvación con algún apuro en dos temporadas y confeccionar plantillas de calidad a bajo coste con jóvenes canteranos que compitieron acorde a las exigencias de la categoría de bronce del fútbol español. Es por eso que se le recordará, ya que ha sido el entrenador que más ha utilizado la cantera, probablemente debido a la frágil situación económica del club durante su estancia como entrenador. El elegido para sustituir a Roberto Aguirre fue Balta Sánchez que volvía una década después para coger las riendas del equipo con el reto de la salvación teniendo solo 3 jornadas por delante. El equipo estaba a 2 puntos de salir del descenso pero tenía un difícil calendario y, como era de suponer, el cambio de técnico no sirvió para eludir el descenso.
Para la temporada 2015-16 que significaba la del regreso a Tercera División, Balta Sánchez fue renovado como entrenador, ahora con el único objetivo de ascender y recuperar la categoría perdida, objetivo que no cumplió.
En la temporada 2017-18 el entrenador fue Carlos Tornadijo acabando el equipo en un decepcionante 9.º puesto, aun así comenzó la temporada siguiente, siendo destituido en octubre. Su sustituto fue David Movilla y con él al frente el equipo ha sido campeón del grupo VIII de Tercera División las dos temporadas que lleva, consiguiendo el ascenso a la división de bronce en la segunda temporada.
| - Miguel Ángel Montes Busto: 1978-80 - José Antonio "Toni" Cuervo: 1980-82 - José Adolfo "Dolfi" López Menéndez: 1983-84 - Luis Alonso Poncela "Cela": 1984-85 - Julio Raúl González: 1985-87 - Miguel Losada Serna: 1997-98 - Antonio Calvo Coria: 1998 - Carlos Tornadijo: 1999-00 - Miguel Ángel Álvarez Tomé: 2000-01 - Antonio Calvo Coria: 2001-02 - Luis Miguel Gail: 2002 - José Ramón Corchado: 2002-03 - Fabri González: 2003 - Balta Sánchez: 2003-05 | - Julio Raúl González: 2005-06 - Miguel Ángel Álvarez Tomé: 2006-09 - Ricardo Pozo: 2009-10 - Beto Bianchi: 2009-10 - Íñigo Liceranzu: 2010-11 - Roberto Aguirre: 2011-2015 - Balta Sánchez: 2015 y 2015-16 - Miguel Losada: 2015-16, 2016-17 y 2017 - Carlos Tornadijo: 2017-18 y 2018 - Fabio Nevado: 2018 - David Movilla: 2018-2021 - Yago Iglesias: 2021-2023 - David Movilla: 2023-2024 - Juan Sabas: 2024-Act. |

## Palmarés

### Torneos nacionales
- Tercera División de España: 6 
  - Tercera División de España: 1 : 1977-78
  - (Grupo VIII de Castilla y León): 5 : 1992-93, 1998-99, 2015-16, 2018-19 y 2019-20.

### Subcampeonatos
- Segunda División B de España (Grupo I) : 1 2002-03.
- Tercera División de España (Grupo VIII de Castilla y León) : 3 : 1982-83, 1990-91, 1995-96.

| Títulos oficiales                       | Nacionales   | Nacionales | Nacionales | Nacionales | Nacionales | Nacionales | Total |  |   |
| --------------------------------------- | ------------ | ---------- | ---------- | ---------- | ---------- | ---------- | ----- |  | - |
| Títulos oficiales                       | Zamora C. F. |            |            |            | 6          |            | Total |  | 6 |
| Datos actualizados a 6 de mayo de 2020. |              |            |            |            |            |            |       |  |   |

### Torneos regionales
- 'Primera Regional de Aficionados' (Grupo B) : 2: 1971, 1975.

### Torneos amistosos
- Trofeo Ciudad de Zamora (11): 1984, 1986, 2000, 2001, 2004, 2005, 2006, 2007, 2009, 2013, 2014.
- Trofeo Ciudad de Benavente (14): 1973, 1974, 1978, 1990, 1996, 1999, 2000, 2001, 2002, 2003, 2005, 2006, 2018, 2019.
- Trofeo Villa de Mieres (1): 1994.
- Trofeo Feria de Toledo (1): 2007.
- Trofeo Memorial Ricardo Fernández (1): 2012.
- Trofeo Villa de Jovellanos (1): 2018.
- Trofeo IMD (Segovia) (2): 2021 y 2023.

## Temporada a temporada
| Temporada | Categoría        | Posición | Copa del Rey |
| --------- | ---------------- | -------- | ------------ |
| 1969-70   | Regional         | —        |              |
| 1970-71   | Regional         | 1.º      |              |
| 1971-72   | 3.ª (Grupo II)   | 9.º      | 1.ª ronda    |
| 1972-73   | 3.ª (Grupo I)    | 11.º     | 1.ª ronda    |
| 1973-74   | 3.ª (Grupo I)    | 15.º     | 1.ª ronda    |
| 1974-75   | Regional         | 1.º      |              |
| 1975-76   | 3.ª (Grupo II)   | 16.º     | 1.ª ronda    |
| 1976-77   | 3.ª (Grupo II)   | 15.º     | 1.ª ronda    |
| 1977-78   | 3.ª (Grupo IV)   | 1.º      | 1.ª ronda    |
| 1978-79   | 2.ª B (Grupo I)  | 9.º      | 1/32         |
| 1979-80   | 2.ª B (Grupo I)  | 6.º      | 1.ª ronda    |
| 1980-81   | 2.ª B (Grupo I)  | 16.º     | 1.ª ronda    |
| 1981-82   | 2.ª B (Grupo I)  | 3.º      |              |
| 1982-83   | 3.ª (Grupo VIII) | 2.º      | 1.ª ronda    |
| 1983-84   | 2.ª B (Grupo II) | 13.º     | 1/64         |
| 1984-85   | 2.ª B (Grupo I)  | 11.º     |              |
| 1985-86   | 2.ª B (Grupo I)  | 11.º     |              |
| 1986-87   | 3.ª (Grupo VIII) | 5.º      |              |
| 1987-88   | 3.ª (Grupo VIII) | 6.º      | 1.ª ronda    |
| 1988-89   | 3.ª (Grupo VIII) | 8.º      |              |
| 1989-90   | 3.ª (Grupo VIII) | 9.º      |              |
| 1990-91   | 3.ª (Grupo VIII) | 2.º      | 1.ª ronda    |
| 1991-92   | 3.ª (Grupo VIII) | 3.º      | 1.ª ronda    |
| 1992-93   | 3.ª (Grupo VIII) | 1.º      | 1.ª ronda    |
| 1993-94   | 3.ª (Grupo VIII) | 5.º      | 1.ª ronda    |
| 1994-95   | 3.ª (Grupo VIII) | 4.º      |              |
| 1995-96   | 3.ª (Grupo VIII) | 2.º      |              |
| 1996-97   | 3.ª (Grupo VIII) | 4.º      |              |
| 1997-98   | 2.ª B (Grupo II) | 16.º     | 1.ª ronda    |

| Temporada | Categoría                    | Posición | Copa del Rey |
| --------- | ---------------------------- | -------- | ------------ |
| 1998-99   | 3.ª (Grupo VIII)             | 1.º      |              |
| 1999-00   | 2.ª B (Grupo II)             | 12.º     | 2.ª ronda    |
| 2000-01   | 2.ª B (Grupo I)              | 3.º      |              |
| 2001-02   | 2.ª B (Grupo I)              | 15.º     | 1.ª ronda    |
| 2002-03   | 2.ª B (Grupo I)              | 2.º      |              |
| 2003-04   | 2.ª B (Grupo II)             | 8.º      | 2.ª ronda    |
| 2004-05   | 2.ª B (Grupo II)             | 4.º      |              |
| 2005-06   | 2.ª B (Grupo II)             | 13.º     | 1/8          |
| 2006-07   | 2.ª B (Grupo II)             | 9.º      |              |
| 2007-08   | 2.ª B (Grupo II)             | 3.º      |              |
| 2008-09   | 2.ª B (Grupo I)              | 4.º      | 2.ª ronda    |
| 2009-10   | 2.ª B (Grupo I)              | 14.º     | 2.ª ronda    |
| 2010-11   | 2.ª B (Grupo II)             | 13.º     |              |
| 2011-12   | 2.ª B (Grupo II)             | 11.º     |              |
| 2012-13   | 2.ª B (Grupo I)              | 16.º     |              |
| 2013-14   | 2.ª B (Grupo I)              | 7.º      |              |
| 2014-15   | 2.ª B (Grupo I)              | 18.º     | 2.ª ronda    |
| 2015-16   | 3.ª (Grupo VIII)             | 1.º      |              |
| 2016-17   | 3.ª (Grupo VIII)             | 6.º      | 1.ª ronda    |
| 2017-18   | 3.ª (Grupo VIII)             | 9.º      |              |
| 2018-19   | 3.ª (Grupo VIII)             | 1.º      |              |
| 2019-20   | 3.ª (Grupo VIII)             | 1.º      | 1/32         |
| 2020-21   | 2.ª B (Grupo I → Subgrupo A) | 3.º      | 1/32         |
| 2021-22   | 1.ª RFEF (Grupo I)           | 17.º     | 1/32         |
| 2022-23   | 2.ª Federación (Grupo I)     | 5.º      |              |
| 2023-24   | 2.ª Federación (Grupo I)     | 3.º      | 1/32         |
| 2024-25   | 1.ª FEF (Grupo I)            | ?.º      | 1/32         |

```
LEYENDA

 :Ascenso de categoría

 :Descenso de categoría

 :Descenso administrativo

 :Retirado de la competición
```

Notas: 
- La Segunda División B fue introducida en 1977 como categoría intermedia entre la Segunda División y Tercera División.
- En la temporada 2021-22 se reestructuraron las categorías del fútbol español pasando a denominarse las categorías no profesionales como 1.ª división RFEF que será el equivalente a la 3.ª categoría, 2.ª división RFEF que será el equivalente a la 4.ª categoría y 3.ª división RFEF que será el equivalente a la 5.ª categoría, desapareciendo Segunda División B.

Resumen:  Actualizada a temporada 2024-25 incluida:
- 2 temporada en 1.ª Federación
- 25 temporadas en Segunda División B de España
- 2 temporadas en 2.ª Federación
- 24 temporadas en Tercera División de España
- 3 temporadas en Categorías Regionales
- 30 temporadas en Copa del Rey

### Participaciones en Copa del Rey
Información:
| Temporada | Ronda                | Rival                          | Local       | Visitante   | Global      |  |
| --------- | -------------------- | ------------------------------ | ----------- | ----------- | ----------- |  |
| 1971-72   | Primera ronda        | C. D. Orense                   | 1-1         | 0-1         | 1-2         |  |
| 1972-73   | Primera ronda        | U. D. Salamanca                |             | 0-1 / 0-3   | 0-4         |  |
| 1973-74   | Primera ronda        | Palencia C. F.                 | 1-0         | 0-3         | 1-3         |  |
| 1975-76   | Primera ronda        | Bilbao Athletic                | 1-2         | 0-3         | 1-5         |  |
| 1976-77   | Primera ronda        | Real Sociedad                  | 2-4         | 1-6         | 3-10        |  |
| 1977-78   | Primera ronda        | Talavera C. F.                 | 0-0         | 0-1         | 0-1         |  |
| 1978-79   | Primera ronda        | C. D. Calahorra                | 2-0         | 1-3 → p 7-6 | 3-3 → p 7-6 |  |
| 1978-79   | Segunda ronda (1/64) | C. D. Logroñés                 | 2-0         | 2-2         | 4-2         |  |
| 1978-79   | Tercera ronda (1/32) | Racing de Santander            | 2-1         | 0-3         | 2-4         |  |
| 1979-80   | Primera ronda        | Palencia C. F.                 | 1-1         | 1-1 → p 3-5 | 2-2 → p 3-5 |  |
| 1980-81   | Primera ronda        | Burgos C. F.                   | 0-1         | 1-2         | 1-3         |  |
| 1982-83   | Primera ronda        | Burgos C. F.                   | 0-2         | 0-0         | 0-2         |  |
| 1983-84   | Primera ronda        | S. D. Gimnástica Medinense     | 5-2         | 1-0         | 6-2         |  |
| 1983-84   | Segunda ronda (1/64) | Real Valladolid Deportivo      | 1-0         | 0-3         | 1-3         |  |
| 1987-88   | Primera ronda        | U. D. Salamanca                | 0-2         | 0-4         | 0-6         |  |
| 1990-91   | Primera ronda        | S. D. Ponferradina             | 2-0         | 0-3         | 2-3         |  |
| 1991-92   | Primera ronda        | Real Ávila C. F.               | 1-2         | 0-8         | 1-10        |  |
| 1992-93   | Primera ronda        | C. D. Numancia                 | 1-0         | 1-3         | 2-3         |  |
| 1993-94   | Primera ronda        | S. D. Ponferradina             | 2-0         | 0-2 → p ?-? | 2-2 → p ?-? |  |
| 1997-98   | Primera ronda (1/64) | C. D. Numancia                 | 1-3         | 3-2         | 4-5         |  |
| 1999-00   | Primera ronda (1/64) | Racing de Ferrol               | 2-1         |             | 2-1         |  |
| 1999-00   | Segunda ronda (1/32) | C. D. Tenerife                 | 2-2         | 0-4         | 2-6         |  |
| 2001-02   | Primera ronda (1/64) | S. D. Lemona                   | 1-1         | 0-3         | 1-4         |  |
| 2003-04   | Primera ronda (1/64) | AD Alcorcón                    | 1-1         | 4-1         | 5-2         |  |
| 2003-04   | Segunda ronda (1/32) | Real Valladolid C. F.          | 0-2         |             | 0-2         |  |
| 2005-06   | Primera ronda        | Exento                         |             |             |             |  |
| 2005-06   | Segunda ronda        | Exento                         |             |             |             |  |
| 2005-06   | 1/64                 | Villajoyosa C. F.              | 1-0         |             | 1-0         |  |
| 2005-06   | 1/32                 | Real Sociedad                  | 1-1 → p 2-0 |             | 1-1 → p 2-0 |  |
| 2005-06   | 1/16                 | S. D. Eibar                    | 1-1 → p 5-4 |             | 1-1 → p 5-4 |  |
| 2005-06   | 1/8                  | F. C. Barcelona                | 1-3         | 0-6         | 1-9         |  |
| 2008-09   | Primera ronda        | Exento                         |             |             |             |  |
| 2008-09   | Segunda ronda (1/64) | C. D. Toledo                   |             | 0-1         | 0-1         |  |
| 2009-10   | Primera ronda        | S. D. Compostela               |             | 2-1         | 2-1         |  |
| 2009-10   | Segunda ronda (1/64) | C. D. Puertollano              |             | 0-3         | 0-3         |  |
| 2014-15   | Primera ronda        | Exento                         |             |             |             |  |
| 2014-15   | Segunda ronda (1/64) | U. D. Cornellà                 |             | 2-3         | 2-3         |  |
| 2016-17   | Primera ronda        | Racing de Ferrol               |             | 2-3         | 2-3         |  |
| 2019-20   | Primera ronda (1/64) | Sporting de Gijón              | 2-1         |             | 2-1         |  |
| 2019-20   | Segunda ronda (1/32) | R. C. D. Mallorca              | 0-1         |             | 0-1         |  |
| 2020-21   | Primera ronda (1/64) | S. D. Logroñés                 | 2-1         |             | 2-1         |  |
| 2020-21   | Segunda ronda (1/32) | Villarreal C. F.               | 1-4         |             | 1-4         |  |
| 2021-22   | Primera ronda (1/64) | Extremadura U. D.              |             | 4-1         | 4-1         |  |
| 2021-22   | Segunda ronda (1/32) | Real Sociedad                  | 0-3         |             | 0-3         |  |
| 2023-24   | Primera ronda (1/64) | Real Racing Club de Santander  | 2-2 → p 4-3 |             | 2-2 → p 4-3 |  |
| 2023-24   | Segunda ronda (1/32) | Villarreal C. F.               | 1-2 pr      |             | 1-2 pr      |  |
| 2024-25   | Primera ronda (1/64) | Juventud de Torremolinos C. F. |             | 2-1         | 2-1         |  |
| 2024-25   | Segunda ronda (1/32) | C. D. Tenerife                 | 0-0 → p 1-3 |             | 0-0 → p 1-3 |  |